# Janusz Bogdan Roszkowski
Janusz Bogdan Roszkowski, född 1940 i Gdynia, är en polsk författare, poet, litteraturvetare och översättare från svenska till polska. Han har bland annat översatt August Strindberg, Pär Lagerkvist och Harry Martinson.